# Севкар
Севка́р (арм. Սևքար) — село в Тавушской области Армении.
Главой сельской общины является Владимир Маргарян.

## Географическое положение и климатические условия
Исторический Севкар является центром подрайона. Площадь села 5078 га, оно имеет 724 хозяйств и население 2269 человек. Находится в северо-западной части бывшего Иджеванского района, на расстоянии 20 км от Иджевана. Граничит с Казахским районом Азербайджана. Находится в 6—7-балльной сейсмической зоне.
Севкар раскинут между реками Агстев и Севкар. Большая часть его угодий находится на высоте 700—1700 м над уровнем моря, с общим уклоном с юго-запада к северо-востоку. Отдельные горные вершины достигают высоты 2500 и более метров. Господствуют горно-степные, а к юго-западу — горно-лесные ландшафты.
Климат села умеренный, с умеренно жаркими летними сезонами, мягкими зимами, в низменностях — близкими к субтропическим. Среднегодовая температура в низменной части территории — 12 °C, на возвышенностях — 4 °C. Максимальная температура — 37 °C, минимальная — —20 °C. Среднегодовые осадки — 500—800 мм, снежный покров — 10—15 см, вегетационный период — 225—115 дней, количество неморозных дней — от 240 до 90 дней.
В растительном покрове преобладают леса (на высотах 600—2500 м), которые занимают значительную часть территории. Здесь произрастают 120 видов растений. Основные древесные растения — бук, дуб, граб. Растут также орешник, липа, ясень, берёза, можжевельник. Широко распространены многолетние травы.

## Окрестности
Неподалёку от зимовья Севкара, называемого Карнут, близ дороги, ведущей на пастбище Урт, имеется ценный минеральный источник, который до сих пор мало изучен. Однако жителям района давно известны исключительные целебные свойства его воды, помогающей от экземы, болезней желудочно-кишечного тракта и других заболеваний.
Неподалёку, к северу от Севкара, на небольшом горном плато когда-то находилось село Дарпас, территория которого частью заросла лесом, а частью стала обрабатываемой. На месте этого села сохранились развалины церкви-монастыря. Это было довольно обширное здание, построенное из жженного кирпича и небольших камней правильной формы, выложенных на известковом растворе. В восточной стороне от этих развалин имеется несколько древних могил и сохранились крупные постаменты хачкаров. На описываемой территории имеются древние захоронения, в нескольких из которых при раскопках обнаружены чёрного цвета терракотовая посуда, небольшие кувшины, различные бронзовые предметы и другая бытовая утварь.
Интересные данные о Севкаре сообщает также архиепископ Макар Бархударян.
Как упоминал учитель Енок Мкртумян, погибший во время майского восстания 1920 года, значительное число семей, занимавшихся животноводством, в 1848 году выделилось из Севкара и близ дороги, ведущей в горы, на склоне горы основало село Крдеван (Енокаван). В числе переселившихся туда были семьи Беджанянов, Джагарянов, Мкртумянов, Чибухчянов, Пашинянов, Оганянов, Маркарянов, Ординянов и другие. Их потомки до сих пор поддерживают родственные связи со своими однофамильцами в Севкаре. Архиепископ Макар Бархударян в своём труде «Арцах» пишет:

«Указанное новое село было названо Крдеван. Местные жители из уездов Арцаха сперва переселились в село Севкар, затем в 1848 году переселились в это место. Земля здесь плодородна, но часто бывают градобития. Пожалуй, по этой причине село называлось также „Село града“.

## Этимология
Относительно того, почему село было назвало Севкар (с арм. — «чёрный камень»), имеются различные толкования. В одной из записей говорится, что название села связано с чёрным камнем, когда-то установленном на могиле некоего героя, совершившего много подвигов и погибшего при защите села.
О Севкаре письменное упоминание оставил вардапет (учёный монах) Санаинского монастыря С. Джалаян, который писал:
„Село обширное, неприглядное, жителей много. В центре родник, построенный Ованесом Галумовым. Основным занятием жителей является животноводво, поскольку община имеет обширные луга и пышные пастбища. Вокруг мало лесов. Видимо, из-за огромных черных скал, разбросанные вокруг села, оно и приняло название Севкар“.

## История

### С древних времён до XIX века
Территория современного Севкара некогда входила в четвёртое меликство Арцаха. После падения династии Аршакидов, когда в 387 году Армения была разделена между Персией и Византией, Иджеванский район составлял часть гавара Кохбопор, входившего в область Гугарк. После этого территория гавара, как и его название, неоднократно подвергались изменениям. Так, например, после захвата края арабами, он назывался Каена или край Сев Вордяц (арм. Черносыновних), затем — уезд Агстев, Казах—Караван-сарай.
Археологические памятники материальной культуры, обнаруженные древних захоронениях на территории Севкара, свидетельствуют о том, что у людей, живших здесь с незапамятных времён, была довольно развитая культура.
Известно, что ещё во времена Аршакидов, через Иджеван, Джогаз проходил международный торговый путь на Тифлис и Северный Кавказ, особенно активно использовавшийся начиная с IV—V веков.
В X—XIII веках, в период правления Багратидов, культура края быстро развивалась. Высокого совершенства достигли архитектура, ваяние, изобразительное искусство, резьба по камню. В этот период был построен ряд выдающихся памятников архитектуры, как то: монастыри и церкви Макараванк, Дехдзнута, Самсона, Аракелонц, Киранц. Эти храмы украшены роскошными изваяниями и лапидарными надписями, имеющими историческую ценность. В этот сравнительно краткий период начали развиваться также торговые отношения. Через реки были построены мосты, и через территорию района вновь оживилось движение по торговым путям. Одно из построенных тогда сооружений — мост Сраноц стоит и поныне.
С начала XIII века татаро-монголами были разрушены Севкар и другие поселения Иджеванского района, сильно пострадали и памятники архитектуры. Часть населения захватчиками была истреблена, многие жители угнаны в рабство. Экономическая и культурная жизнь почти замерла.
В XV веке, при Мелик-Тамразе, жизнь в Севкаре несколько вошла в нормальное русло, однако вскоре в результате разрушительных нашествий полчищ Шаха-Аббаса село вновь опустело. Небольшому числу жителей села все же удалось укрыться в окружающих лесах и горных пещерах.
В годы персидского господства, несмотря на установленные захватчиками тиранические порядки, Севкар и весь Иджеванский район стали оживать. Жизнь в Севкаре вошла в относительно стабильное русло, однако прежний темп развития экономики и культуры, не восстанавливался до XIX века.
В 1721 году лезгины, а в 1723 году турки совершали грабительские набеги на Ганзак и окружающие его армянские поселения (до сих пор в говоре севкарцев сохранились названия „место лезгинского села“, „лезгинский склон“, „лезгинский участок поля“). Затем последовали разрушительные набеги орд Ага Мамед-хана на Карабах и Грузию (1795—1797).

### В составе Российской империи
В конце XIX — начале XX веков развитие капитализма в России нашло своё отражение также и в Армении.
Степан Шаумян писал:

„Европейский капитализм“, ставший в России господствующим способом промышленности в течение последних десятилетий, вступил в нашу страну и наложил свою особую печать на армянскую действительность».

Kaк уже сказано выше, большая часть населения Севкара занималась животноводством. Для этого были широкие возможности — пышные луга, пастбища. Горные кряжи тянутся до Гугарка, Атана, Шамута. Но от Севкара они находились в отдалении, и дорог в горы не было. Поэтому на горных плато в своё время были созданы хуторные хозяйства — Окон, Гочакар, Карнут, Агрган. Зимой люди со своим скотом оставались на зимовье, а летом поднимались выше в горы, на альпийские луга. На прохладных зелёных склонах гор паслись стада овец, крупного рогатого скота, табуны лошадей. Повсюду прохладные родники, от которых и начинаются речки Окона и Гочакара.
В селе формировалась прослойка ростовщиков и мелких торговцев, что, однако, сопровождалось усилением социального неравенства. Во время начавшейся в 1914 году Первой мировой войны из Севкара на фронт было мобилизовано несколько сот человек. Немало из них было убито или ранено. Вследствие войны экономическое и социальное положение жителей Севкара, все более ухудшалось.
В статье «Умирающий уезд», опубликованной в газете «Пайкар» («Борьба»), писалось:
«…В этом районе, для выделения крестьянам земель нет, кроме сенокосных участков и лесных полян, из которых на душу населения в среднем достанется не более десятины.
Все имеющиеся земли распаханы, но из-за отсутствия семян остались незасеянными. Война отобрала три четверти рабочих рук. В нынешних условиях три четверти населения не может остаться на месте, оно вынуждено эмигрировать.
…Уезд абсолютно лишен медицинской помощи. Раньше (до мировой войны) смертность составляла лишь 3-5 процентов населения, а теперь — 15-20 процентов. Новые семьи создавали раньше 40—50 процентов взрослого населения, теперь — 4—5 процентов. Рождаемость составляла 100 детей в год, теперь — 10»

### В составеРеспублики Армении
После провозглашения независимости Армении Севкар вошел в её состав, став приграничным селом. В 1920 году Севкар находился на грани полного разорения, на фоне этого участились случаи разбоев, грабежа, убийств.
18 мая в доме Аршака Баблумяна было проведено совещание представителей ячеек большевистской партии, действовавших в селах и воинских частях. Здесь было принято решение о вооруженном восстании, которое должно было начаться 19 мая. Повстанцы должны были выступить из Севкара в направлении Иджевана и Дилижана. Одновременно было решено обратиться к подразделению Красной Армии, находящемуся в Казахе, с просьбой об оказании помощи повстанцам. Ш. Амирханян пишет в своих воспоминаниях:

В эту историческую ночь коммунисты — севкарцы Аршак Баблумян, Григор Пашинян, Акоп Еганян, Григор Джагарян, Минас Галумян и многие другие организовывали восстание и поход на Иджеван. С повстанцами были также их жены. Они шили и вышивали знамёна.

Восстание началось в назначенный день. Оно успешно развернулось также в Ачаджуре, Иджеване и других селах. 21 мая повстанцы победили также в Дилижане.
В июне Севкар был освобожден войсками Сепуха (Аршака Нерсисяна). В первых числах июля подвергся нападению большевиков, был захвачен, но затем вновь занят армянскими войсками.
После подавления майского восстания в Ганзаке собралось около 1500 человек. Они выразили готовность служить в Красной Армии. К ним также присоединились добровольцы из Карабаха и других мест. Здесь формировался сборный армянский полк, который по решению военно-революционного совета был переведен в Баку, где был переименован в 280-й стрелковый полк, командиром которого был назначен Панфилов, а комиссаром — Габриел Есаян.
Начавшаяся в 1920 война между Республикой Арменией и Турцией усугубила положение населения Севкара. Этим воспользовались местные большевистские партячейки, доказывавшие населению, что единственным выходом из создавшегося положения является установление советских правопорядков.
29 ноября в 4 часа в Иджеване была установлена Советская Власть.

### Советское время
Во времена коллективизации в селе был создан колхоз. 1 января 1959 года на базе этого колхоза был создан совхоз. В 1961 году с совхозом Севкара воссоединилось также хозяйство села Цахкаван. В период 1961—1965 гг. директором совхоза был Шакар Тамразян, в 1966—1974 гг. — Липарит Ординян, в 1974—1984 — Рубен Оганян и с 1984 года до ликвидации совхоза — Александр (Шура) Маилян.

## Образование и культура
Подъём образования в селе, как и в целом в Армении, начался со вхождением в состав России.

В 1882 году в Севкаре была открыта церковно-приходская мужская школа, разместившаяся в притворе церкви Св. Погоса-Петроса. О школе в центральном историческом архиве Республики Армения сохранились документальные сведения, из которых видно, что она время от времени закрывалась (открывалась вновь в 1886 и 1890 годах), что в 1892 году в школе обучался 51 ученик. Школа содержалась за счёт взимаемых с крестьян налогов и пожертвований населения. 
После окончания гражданской войны, когда экономическая ситуация в селе начала улучшаться, были построены изба-читальня, библиотека. 
Группа энтузиастов (С. Саркисян, С. Геворкян, Н. Пашинян, Г. Маилян и другие) организовала труппу, которая периодически выступала перед односельчанами с пьесами «Смоковница Хечо», «Злой дух», «Аршин малалан», «Честь». В культурной жизни активное участие принимала молодёжь.

## Здравоохранение
В 1922 году по инициативе председателя республиканского общества Красного Креста Спандара Камсаракана в Севкаре был создан пункт медицинской службы. В 1927 году вместо медицинского пункта была создана больница, разместившаяся в отцовском доме-особняке генерала Варшамова.